# Плохинген
Плохинген (њем. Plochingen) град је у њемачкој савезној држави Баден-Виртемберг. Једно је од 44 општинска средишта округа Еслинген. Према процјени из 2010. у граду је живјело 14.209 становника. Посједује регионалну шифру (AGS) 8116056.

## Географски и демографски подаци
Плохинген се налази у савезној држави Баден-Виртемберг у округу Еслинген. Град се налази на надморској висини од 276 метара. Површина општине износи 10,6 km². У самом граду је, према процјени из 2010. године, живјело 14.209 становника. Просјечна густина становништва износи 1.334 становника/km².

## Међународна сарадња
| Мјесто     | Држава   | Врста сарадње | Од    |
| ---------- | -------- | ------------- | ----- |
| Ландскруна | Шведска  | партнерство   | 1971. |
| Орослањ    | Мађарска | контакт       | 1992. |
| Свитави    | Чешка    | контакт       | 1994. |
| Цветл      | Аустрија | партнерство   | 1992. |
| Извор      |          |               |       |